# 明治大学シェイクスピアプロジェクト
明治大学シェイクスピアプロジェクト（めいじだいがくシェイクスピアプロジェクト、英: Meiji University Shakespeare Project）は、明治大学の学生が主催するシェイクスピア劇上演プロジェクトであり、翻訳、上演、企画運営の全てを学生が主体となって行う、学生演劇プロジェクトの名称である。通称MSP。

## 活動
2004年の初演後、毎年11月初旬に明治大学駿河台キャンパスのアカデミーホールで上演されている。例年、200名を超える学生が参加し、4,000名以上の観客が観劇する。
メンバーは毎年新たに選出され、キャスト、楽器隊、演出助手部、照明部、音響部、舞台美術部、衣裳部、映像スチール部、制作部、コラプターズの10部署からなる編成であり、キャストと楽器隊はオーディションにて選出される。以前は明治大学以外の学生の参加もあったが、現在は原則として明大生のみによるメンバー構成となっている。また、中高生を限定としたバックステージツアーなども開催されている。
年々、公演規模が拡大する中、『スーパー歌舞伎II_ワンピース』などの脚本、演出を手掛けた横内謙介や『恋におちたシェイクスピア』（劇団四季）や歌舞伎作品の脚本、演出で知られる青木豪などを監修として招聘している。コロナ禍前の観客動員数は4,500名を超える規模となった。2020年は、新型コロナウイルス対策のため、無観客配信方式により上演され、累計再生回数は1万回を突破した。2021年、明治大学創立140周年を記念し、群馬県前橋市および宮城県仙台市で地方公演を開催する予定だったが、新型コロナウイルス感染拡大により中止となった。
2007年以来、明治大学がケンブリッジ大学の公認演劇団体である「ペンブルックプレイヤーズ」の日本公演を支援しており、アカデミーホールでのシェイクスピア劇の上演の他、ワークショップの開催など交流活動を行っている。2016年には、MSP出身の俳優やクリエイターにより、ウィリアム・シェイクスピアの様々な楽しみ方を探る目的でユニット「MSPインディーズ」が発足。唐十郎などを演出に迎え活動を行っている。また、11月のアカデミーコモンの公演とは別に、ラボ公演やミュージカル部による公演などが行われている。

## 公演作品
- 2004年『ヴェニスの商人』11月11日/11月13日（ 全2公演 ）
- 2005年『マクベス』9月16日 - 9月17日（ 全3公演 ）
- 2006年『ウィンザーの陽気な女房たち』11月10日 - 11月12日（ 全3公演 ）
- 2007年『オセロー』11月9日 - 11月11日（ 全3公演 ）
- 2008年『十二夜』11月7日 - 11月9日（ 全4公演 ）
- 2009年『ハムレット』11月12日 - 11月15日（ 全6公演 ）
- 2010年『夏の夜の夢』11月12日 - 11月14日（ 全4公演 ）
- 2011年『冬物語』11月18日 - 11月20日（ 全5公演 ）
- 2012年『お気に召すまま』11月9日 - 11月11日（ 全5公演 ）
- 2013年『ヘンリー四世』11月8日 - 11月10日（ 全5公演 ）
- 2014年『組曲 道化と王冠』11月7日 - 11月9日（ 全5公演 ）[3]
- 2015年『薔薇戦争』11月13日 - 11月15日（ 全5公演 ）
- 2016年『Midsummer Nightmare』11月11日 - 11月13日（ 全5公演 ）
- 2017年『トロイラスとクレシダ』11月10日 - 11月12日（ 全5公演 ）
- 2018年『ヴェニスの商人』11月9日 - 11月11日（ 全5公演 ）
- 2019年『ローマ英雄伝』11月8日 - 11月10日（ 全5公演 ）
- 2020年『じゃじゃ馬ならし』11月7日 - 11月8日（ 全2公演、無観客配信 ）
- 2021年『ロミオとジュリエット』11月12日 - 11月14日（ 全5公演、当面有観客の予定 ）
- 2022年『夏の夜の夢』『二人の貴公子』11月4日 - 11月6日（3公演ずつ全6公演）
- 2023年『ハムレット』11月4日 - 11月6日（ 全5公演 ）

※その他、ミュージカル公演、ラボ公演などを開催
- 2024年『お気に召すまま』11月8日 - 11月10日（ 全5公演 ）

※その他、明治大学付属八王子中学校・高等学校公演、地方公演（熱海、福井）、ミュージカル公演などを開催

## 主な関係者

### 協力者

#### 監修
- 原田大二郎 - 俳優（文学座）
- 横内謙介 - 演出家、劇作家、劇団扉座主宰、岸田國士戯曲賞、大谷竹次郎賞
- 青木豪 - 劇作家、演出家（劇団四季、歌舞伎座等）、グリング主宰
- 岡森諦 - 俳優
- 谷賢一 - 劇作家、脚本家、演出家、翻訳家、鶴屋南北戯曲賞、岸田國士戯曲賞、文化庁芸術祭賞
- 唐十郎（MSPインディーズ） - 劇作家、芥川賞作家、演出家、俳優、
- 西沢栄治 - 演出家、「JAM SESSION」主宰

#### 音楽監修・楽曲提供
- 池辺晋一郎 - 作曲家
- 宇崎竜童 - ミュージシャン、作曲家
- 山本清香 - 作編曲家、ピアニスト

#### 衣裳デザイン
- 朝月真次郎 - ファッションデザイナー

#### 舞台美術
- 上田彩絢 - 舞台美術家

#### ワークショップ
- 嵐橘三郎 - 歌舞伎俳優
- 三遊亭小遊三 - 落語家
- 林田尚親 - 俳優（俳優座）
- 初風緑 - 女優（元宝塚歌劇団男役）
- 佐藤政樹 - 元劇団四季
- 美春あやか - 日本舞踊家、元宝塚歌劇団
- 鈴木利典 - 俳優（劇団扉座）
- 羽鳥操 - 「野口体操の会」主宰
- 佐久間一生 - TILT主宰
- リップグリップ - タレント
- ペンブルックプレイヤーズ - ケンブリッジ大学公認演劇クラブ

### 著名な出身者
- 谷賢一 - 演出家、劇作家、翻訳家、鶴屋南北戯曲賞、岸田國士戯曲賞、文化庁芸術祭賞
- 川名幸宏 - 演出家、劇作家
- 町田菜花 - 宝塚歌劇団演出家
- 竹田悠一郎 - 宝塚歌劇団演出家
- 林田こずえ - 作家、作詞家、編集者
- 津田幹土 - 俳優
- 鈴木重輝 - 俳優（NINAGAWA STUDIO）
- 堀口茉純 - 女優、作家
- 草野峻平 - 俳優、声優
- 笹本志穂 - 女優（劇団民藝）
- 中西良介 - 俳優、翻訳家、新国立劇場演劇研修所10期生
- 阿岐之将一 - 俳優、新国立劇場演劇研修所10期生
- 市川新八 - 歌舞伎俳優
- 天野はな - 女優
- 沢崎麻衣 - 女優
- 鳴海由莉 - 女優
- 小日向星一 - 俳優
- 卯ノ原圭吾 - 俳優
- 石川鈴菜 - ミュージカル女優、2013「アニー」ヒロイン
- 田中苑希 - 2019国際声優コンテスト「声優魂」グランプリ

## 関連書籍
- 『明治大学シェイクスピアプロジェクト!熱闘! Midsummer Nightmare』（井上優､明治大学シェイクスピアプロジェクト 編著 2017年 明治大学出版会）